# Европско првенство у атлетици за јуниоре 2011 — 3.000 метара за јуниорке
Такмичење у трчању на 3.000 метара у женској конкуренцији на 21. Европском првенству у атлетици за јуниоре 2011. у Талину Естонија одржано је 23. јула 2011. на Kadriorg Stadium-у.
Титулу освојену у Новом Саду 2009, није бранила Јелена Коропкина из Русије јер је прешла у млађе сениоре.

## Земље учеснице
Учествовало је 13 такмичарки из 11 земаља.
1. Норвешка (1)
2. Немачка (1)
3. Пољска (1)
4. Португалија (1)
5. Румунија (1)
6. Русија (2)
7. Србија (2)
8. Турска (1)
9. Украјина (1)
10. Финска (1)
11. Холандија (1)

## Квалификациона норма
| Норма   |
| ------- |
| 9:50,00 |

## Освајачи медаља
|                       |                       |                       |
| Амела Терзић · Србија | Есма Ајдемир · Турска | Лиса Јесерт · Немачка |

## Рекорди
| Рекорди пре почетка Европског првенства 2009. | Рекорди пре почетка Европског првенства 2009. | Рекорди пре почетка Европског првенства 2009. | Рекорди пре почетка Европског првенства 2009. | Рекорди пре почетка Европског првенства 2009. | Рекорди пре почетка Европског првенства 2009. |
| --------------------------------------------- | --------------------------------------------- | --------------------------------------------- | --------------------------------------------- | --------------------------------------------- | --------------------------------------------- |
| Европски рекорд У-20                          | Зола Бад                                      | Велика Британија                              | 8:28,83                                       | Рим, Италија                                  | 7. август 1985.                               |
| Рекорди европских првенстава У-20             | Габријела Сабо                                | Румунија                                      | 8:50,97                                       | Сан Себастијан, Шпанија                       | 1. август 1995.                               |
| Најбољи европски резултат сезоне У-20         | Алена Кудашкина                               | Русија                                        | 9:01,51                                       | Лил, Француска                                | 6. јул 2011.                                  |

## Сатница
| Датум   | Време | Коло   |
| ------- | ----- | ------ |
| 23. јул | 18:40 | Финале |

## Резултати

### Финале
Финале је одржано 23. јула 2017. године у 18:40.,,
| Место | Атлетичарка         | Земља       | ЛР      | ЛРС     | Резултат | Белешка |
| ----- | ------------------- | ----------- | ------- | ------- | -------- | ------- |
|       | Амела Терзић        | Србија      | 9:17,90 |         | 9:17,61  | ЛР      |
|       | Есма Ајдемир        | Турска      |         |         | 9:19,61  | ЛР      |
|       | Лиса Јесерт         | Немачка     |         |         | 9:30,23  |         |
| 4.    | Мери Рантанен       | Финска      |         |         | 9:36,33  |         |
| 5.    | Олесја Полковникова | Русија      | 9:26,80 | 9:26,80 | 9:37,12  |         |
| 6.    | Марлин ван Хал      | Холандија   | 9:32,94 | 9:32,94 | 9:42,53  |         |
| 7.    | Милена Рмандић      | Србија      |         |         | 9:42,83  |         |
| 8.    | Сузана Годињо       | Португалија |         |         | 9:56,73  |         |
| 9.    | Теа Крокан Муруд    | Норвешка    | 9:45,90 | 9:45,90 | 10:04,41 |         |
| 10.   | Паулина Фурманска   | Пољска      |         |         | 10:06,95 | ЛР      |
| 11.   | Луминита Аким       | Румунија    | 9:47,72 | 9:47,72 | 10:08,70 |         |
| 12.   | Викторија Чапилина  | Украјина    | 9:46,74 | 9:46,74 | 10:19,52 |         |
| 13.   | Ана Солдатова       | Русија      |         |         | 10:55,61 |         |